# Pedro López Ramos
Pedro López Ramos (Aguilar de Campoo, España, 6 de mayo de 1979) es un entrenador español titulado en Ciencias de la Actividad Física y del Deporte por la Universidad Europea Miguel de Cervantes. Actualmente dirige a la Selección femenina de fútbol de México.

## Trayectoria
En 2011, López se convirtió en entrenador de la Selección femenina de fútbol sub-16 de España.
En 2014, se anunció que López se convertiría en el entrenador de la Selección femenina de fútbol sub-19 de España.
En 2021, López fue nombrado entrenador de sub-17, sub-19 y sub-20 de España.
En 2022, López fue nombrado entrenador de México.

## Palmarés

### Como entrenador

#### Títulos internacionales
| Título                                 | Club          | País            | Año  |
| -------------------------------------- | ------------- | --------------- | ---- |
| Campeonato Europeo Femenino de la UEFA | España sub-19 | República Checa | 2022 |
| Copa Mundial Femenina de Fútbol        | España sub-20 | Costa Rica      | 2022 |